# نيوتون باي تاتونهال (تشيشير)
نيوتون باي تاتونهال (بالإنجليزية: Newton by Tattenhall)‏ هي قرية وأبرشية مدنية تقع في المملكة المتحدة في إنجلترا. يقدر عدد سكانها بـ 116 نسمة .